# Masanori Tokita
Masanori Tokita (鴇田 正憲, Tokita Masanori, né le 24 juin 1925 à Kōbe dans la préfecture de Hyōgo au Japon) est un footballeur japonais.